# Cabo Arkona
O cabo Arkona (em alemão: Kap Arkona) é um cabo na ilha de Rügen em Mecklemburgo-Pomerânia Ocidental, norte da Alemanha, que define uma falésia de 45 m de altura sobre o mar Báltico. Forma o extremo da península de Wittow, e fica a apenas alguns quilómetros a norte do Parque Nacional de Jasmund. A paisagem protegida do cabo Arkona, em conjunto com a aldeia piscatória de Vitt, estão inseridos no município de Putgarten e são um dos mais populares destinos turísticos de Rügen, com cerca de 800 000 visitantes por ano.
No cabo há dois faróis (um de 1827, dos mais antigos do Báltico, da autoria de Friedrich Schinkel, e outro de 1922), uma torre de navegação, dois complexos de bunkers militares, uma fortaleza eslava (Jaromarsburg, que era dedicado aos deuses locais de Svantevit, representados por quatro cabeças), e vários edifícios de apoio turístico (restaurantes, bares e lojas de recordações). 
Por causa da sua geologia e da meteorologia, há frequentes colapsos, em especial no inverno.
O cabo Arkona é muitas vezes indicado como sendo "o extremo norte de Rügen", o que não é verdade. Cerca de 1 km a noroeste há um ponto na falésia, conhecido como Gellort, que está um pouco mais para norte e que constituía o ponto mais setentrional da antiga Alemanha Oriental. Diretamente no sopé de Gellort há um bloco errático de 165 toneladas conhecido por  Siebenschneiderstein (em baixo-alemão: Söbenschniedersteen). O cabo é um miradouro impressionante da ilha, tanto visto de terra como do mar.
Em 1168 a zona do cabo Arkona foi destruída pelas invasões dinamarquesas. Estas invasões precederam a evangelização da região.
O cabo deu o nome ao Cap Arcona, um transatlântico alemão de grande luxo cuja história está ligada a uma das mais importantes tragédias marítimas da Segunda Guerra Mundial.

## Ligações externas

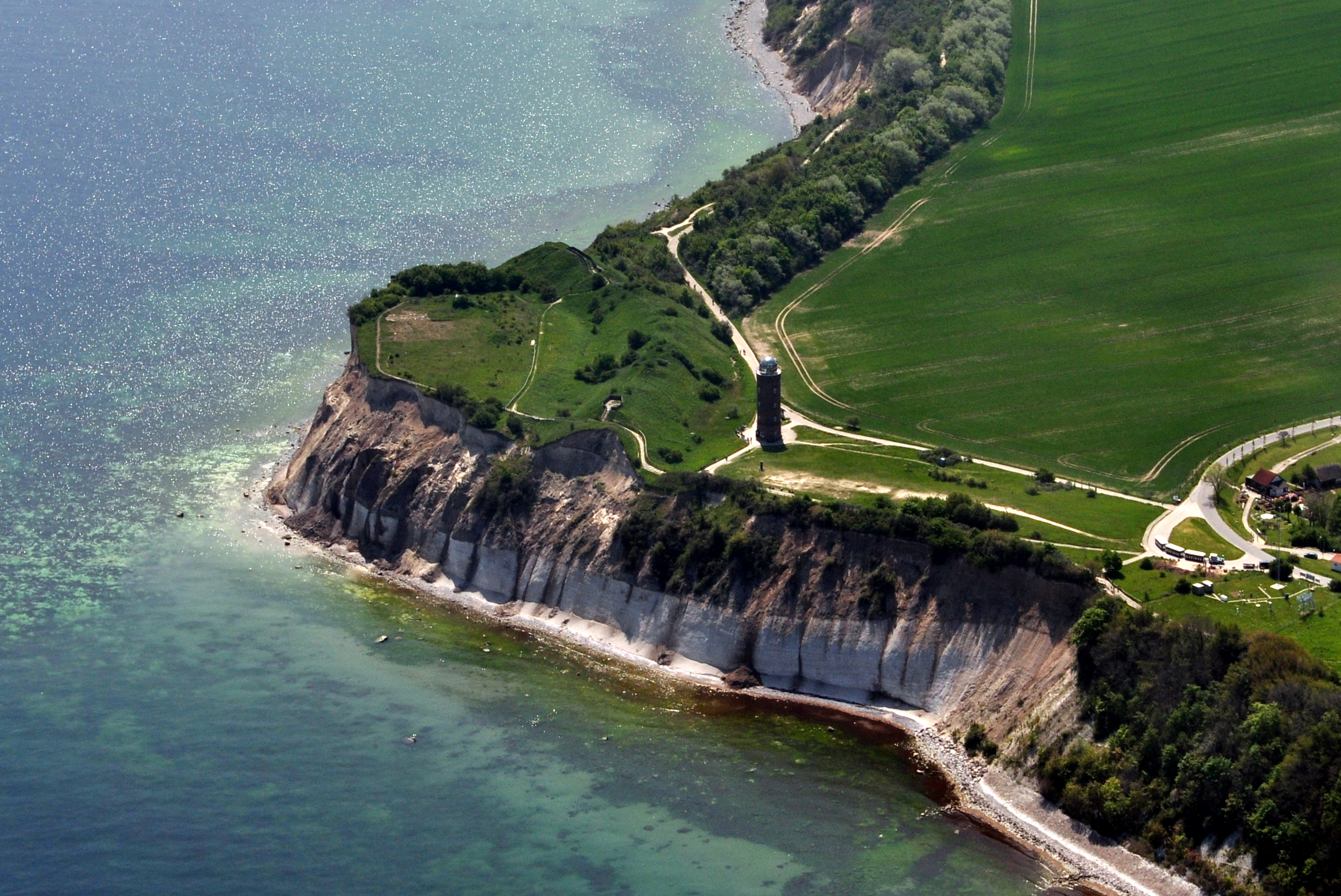
Local de culto dos eslavos (Jaromarsburg) no cabo Arkona, ilha de Rügen.